# Isostasia
La isostasia (del griego ísos, 'igual', stásis, 'paralización') es la condición de equilibrio gravitacional a la que tiende la zona externa de la geosfera (la corteza y el manto contiguo) de manera que se presentan diferencias de altitud, como las que distinguen océanos de continentes, que compensan las diferencias de densidad en las distintas áreas. Se resuelve en movimientos verticales (epirogénicos) y está fundamentada en el principio de Arquímedes. Fue enunciada como principio a finales del siglo XIX.
El equilibrio isostático puede romperse por ejemplo por un movimiento tectónico o la fusión de un casquete glaciar. La isostasia es fundamental para el relieve de la Tierra. Los continentes son menos densos que el manto, y también que la corteza oceánica. Cuando la corteza continental se pliega acumula gran cantidad de materiales en una región concreta. Terminado el ascenso, comienza la erosión. Los materiales se depositan, a la larga, fuera de la cadena montañosa, con lo que ésta pierde peso y volumen. Las raíces ascienden para compensar esta pérdida dejando en superficie los materiales que han estado sometidos a un mayor proceso metamórfico.
El término general «isostasia» fue acuñado en el año 1889 por el geólogo estadounidense Clarence Edward Dutton (1841-1912).

## Modelos isostáticos

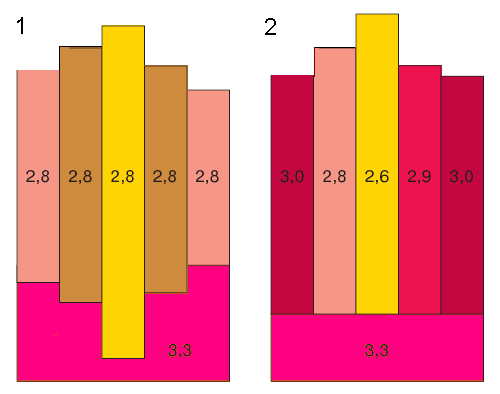
Hipótesis de Airy (1) y de Pratt (2). Los números indican la densidad media de cada columna de la corteza y del manto terrestre, en g/cm³

En 1735, en una expedición científica en Perú, Pierre Bouguer observó que la deflexión de la vertical era menor a la esperada basándose en la topografía visible de los Andes. El mismo fenómeno fue observado en un levantamiento topográfico en la India a cargo de George Everest. De estas observaciones surgió la idea de que cierta compensación, con un contraste negativo de densidad, debe existir debajo de la topografía visible. Esto condujo al concepto de isostasia, que asume equilibrio de cada columna de la Tierra hasta cierto nivel de compensación. La condición de equilibrio isostático se plantea como:

{\displaystyle \int _{-T_{0}}^{H}\rho \ dz=Cte.}

Donde {\displaystyle T_{0}} es la profundidad de compensación, {\displaystyle H} la altura de la topografía y {\displaystyle \rho } la densidad. Esta expresión establece que existe un nivel de compensación T0 por encima del cual el peso de todas las columnas imaginarias de corteza y manto es constante. Esta condición se cumple aproximadamente en la tierra para valores de T0 de pocos cientos de kilómetros. Si el peso de dos columnas fuera distinto, el manto (que es fluido en escalas de tiempo geológicas) se desplazaría hasta equilibrarlos, alcanzando un equilibrio isostático.
Dado que las densidades del interior terrestre no son conocidas, fueron desarrollados de manera casi simultánea dos modelos. Henry Pratt propuso una profundidad de compensación constante {\displaystyle T_{0}}, como consecuencia, las variaciones de la topografía están asociadas a cambios laterales en la densidad. Por otra parte, George Airy asumió una densidad constante, lo cual implica una profundidad de compensación variable.
Actualmente existen tres modelos isostáticos:

### Modelo de Pratt-Hayford
El modelo de Pratt fue desarrollado para propósitos geodésicos por Hayford. El modelo asume una profundidad de compensación {\displaystyle T_{0}} constante. La densidad en ausencia de topografía sería {\displaystyle \rho _{0}}. La condición de equilibrio isostásico para una dada columna i será:
- en los continentes:

{\displaystyle \rho _{i}(T_{0}+H_{i})=\rho _{0}T_{0}}

- y en los océanos:

{\displaystyle \rho _{i}(T_{0}-d_{i})+\rho _{w}d_{i}=\rho _{0}T_{0}}

Donde {\displaystyle \rho _{w}} es la densidad del agua de mar: {\displaystyle \rho _{w}=1030kg/m^{3}}

### Modelo de Airy-Heiskanen

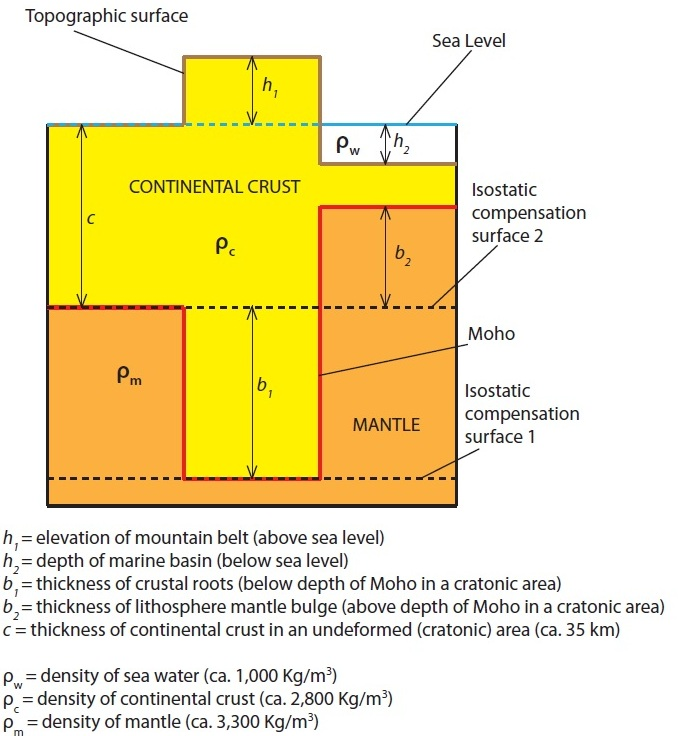
La isostasia de Airy, en la que una corteza de densidad constante flota sobre un manto de mayor densidad, y la topografía está determinada por el grosor de la corteza.

El modelo de Airy fue desarrollado para aplicaciones geodésicas por Heiskanen. El modelo Airy-Heiskanen es similar al de un iceberg flotando. En lugar de hielo tenemos material cortical de densidad {\displaystyle \rho _{c}} y en lugar de agua de mayor densidad tenemos material del manto de densidad {\displaystyle \rho _{m}}. Si existe una elevación (como una montaña) sobre la superficie, debe existir una correspondiente raíz que se introduce dentro del manto. Como el material cortical es de menor densidad que el material del manto, existirá una fuerza de empuje que equilibre la fuerza de atracción gravitatoria de las montañas. Un mecanismo similar tiene lugar por debajo de los océanos. Como el agua de mar tiene menor densidad inducirá una raíz negativa, es decir, una corteza más fina por debajo de los océanos.
- en los continentes:

{\displaystyle (\rho _{m}-\rho _{c})t_{i}=\rho _{c}H_{i}}

- y en los océanos:

{\displaystyle (\rho _{m}-\rho _{c})t_{i}=(\rho _{c}-\rho _{w})d_{i}}

### Modelo deVening Meinesz

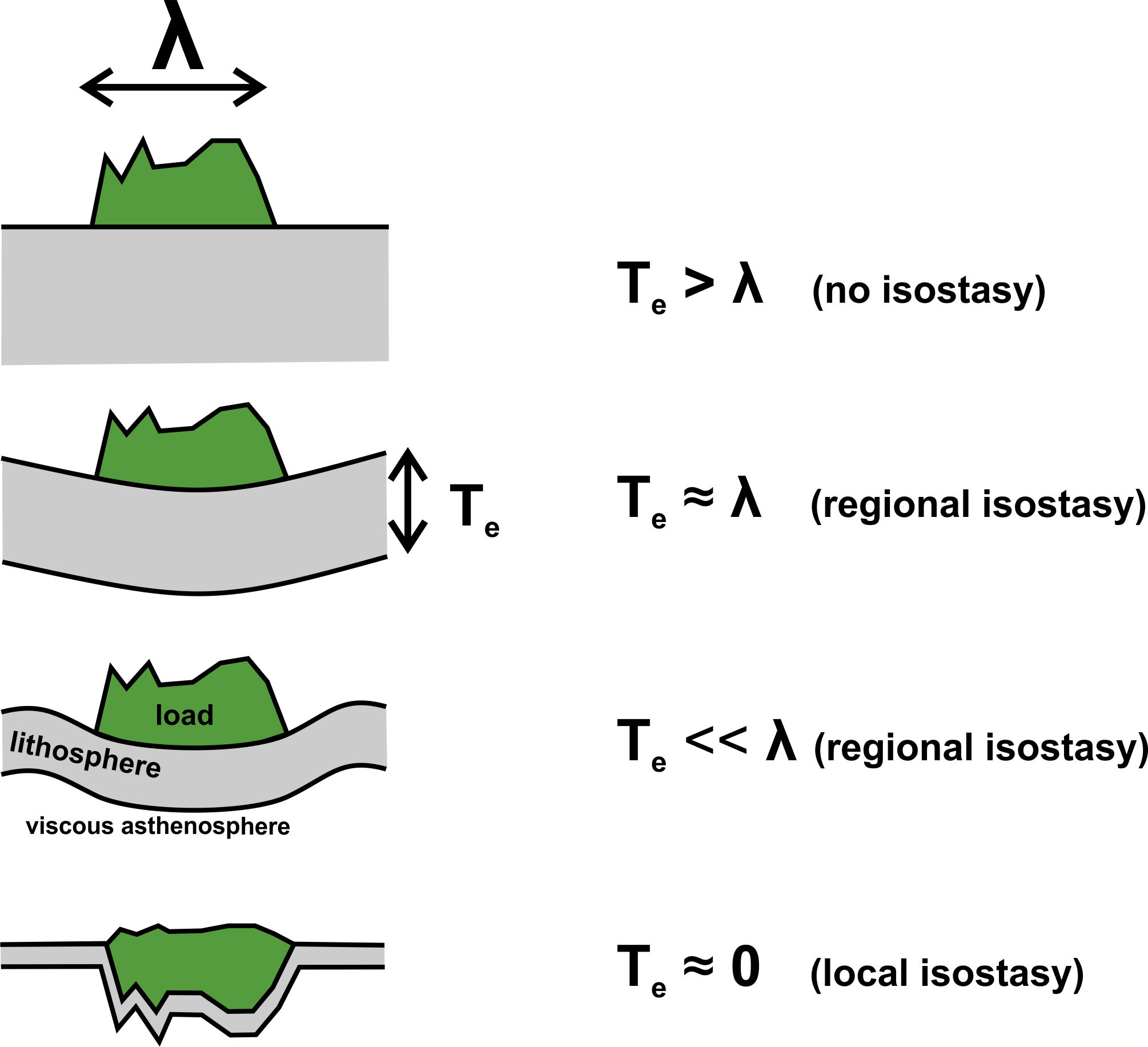
Esquema que muestra los movimientos verticales isostáticos de la litosfera (gris) en respuesta a una carga vertical (en verde)

Más conocido como modelo de isostasia regional o flexión litosférica, este modelo fue propuesto en la década de 1950 a partir de estudios que Vening Meinesz realiza en los Himalayas que mostraban una raíz cortical menor de lo que predecía la teoría de Airy.
Según este modelo, la litosfera actúa como una placa elástica y su rigidez inherente distribuye las cargas topográficas sobre una región, en lugar de hacerlo por columnas.

## Isostasia local vs. isostasia regional
Desde que se extendió el concepto de isostasia, la idea predominante era que el equilibrio isostático se alcanzaba localmente, en cada columna de la corteza terrestre, como si la flotabilidad en cada punto de la corteza fuera independiente de las columnas contiguas. Es decir, como si los movimientos necesarios para reajustar el equilibrio isostático fuesen independientes entre dos puntos cualesquiera y no se transmitiesen lateralmente. Aunque en la década de 1880 Grove Karl Gilbert propuso un comportamiento rígido de la corteza en respuesta a la desaparición del lago Bonneville, la fuerza y simplicidad del modelo isostático local era tal que perduró hasta los trabajos de Felix Andries Vening Meinesz en la década de 1950, cuando la tectónica de placas comenzó a ser adoptada mayoritariamente. Vening Meinesz mostró que la corteza oceánica está flexionada o doblada bajo el peso de volcanes marinos de forma similar a una placa delgada, transmitiendo el hundimiento debido a su peso más allá del propio edificio volcánico.
Aunque el modelo isostático local sigue siendo utilizado como primera aproximación al cálculo de movimientos isostáticos en respuesta a deglaciaciones, vulcanismo u orogénesis, es ahora comúnmente aceptado que la capa externa de la tierra tiene cierta rigidez y que se comporta como una placa delgada, elástica en primera aproximación. A este proceso se le llama isostasia regional o flexión litosférica. El comportamiento flexural de la litosfera depende fundamentalmente del espesor elástico de la litosfera.